# Raúl Martínez Ruiz
Raúl Martínez Ruiz (* 5. März 2003 in Hermosillo, Sonora) ist ein mexikanischer Fußballspieler auf der Position eines Innenverteidigers.

## Leben
Martínez erhielt seine fußballerische Ausbildung im Nachwuchsbereich des Club Deportivo Guadalajara und sammelte seine ersten Erfahrungen als Profi bei dessen Farmteam Club Deportivo Tapatío, für den er erstmals am 7. Januar 2022 in einem Zweitligaspiel beim 2:0-Heimsieg gegen die Mineros de Zacatecas zum Einsatz kam. Höhepunkt seiner Zugehörigkeit bei Tapatío war der Gewinn der Zweitligameisterschaft in der Clausura 2023, dem anschließend noch der Gesamtsaisonsieg 2022/23 folgte.
Zur Apertura 2023 wurde Martínez für den Kader der ersten Mannschaft des Club Deportivo Guadalajara nominiert und kam am 3. Juli 2023 im Saisoneröffnungsspiel beim Club León zu einem Kurzeinsatz, als er beim 2:1-Auswärtssieg seiner Mannschaft kurz vor Spielende für Víctor Guzmán eingewechselt wurde. 

## Erfolge
- Meister der Liga de Expansión MX: Clausura 2023
- Gesamtsaisonsieger der 2. Liga: 2022/23